# Federico Martini
Federico Martini (Napoli, 1º aprile 1820 – Napoli, 6 marzo 1894) è stato un ammiraglio e politico italiano.
Fu senatore del Regno d'Italia nella XVIII legislatura.

## Biografia
Nel 1860 comandò la pirofregata Ettore Fieramosca, recandosi nelle acque di Gaeta per informare i capi delle forze navali estere colà ancorate su un eventuale attacco di quella piazzaforte da parte dei Sardi, ma dovette fermarsi alle foci del Volturno per l'opposizione del Viceammiraglio francese Barbier de Tinan avendo il compito di scandagliare la foce del Garigliano.